# Ronde van Valencia 2016
De 67e editie van de wielerwedstrijd Ronde van Valencia werd verreden van 3 tot en met 7 februari 2016 met start in Benicasim en finish in Valencia. In het Spaans staat deze koers bekend als Volta a la Comunitat Valenciana. De ronde maakt deel uit van de UCI Europe Tour 2016, in de categorie 2.1. De wedstrijd werd gewonnen door de Nederlander Wout Poels, die Ruben Plaza op de erelijst opvolgde.

## Deelnemende ploegen
| WorldTour                   | ProContinentaal            | Continentaal                  | Nationaal |
| --------------------------- | -------------------------- | ----------------------------- | --------- |
| Astana Pro Team             | Bardiani CSF               | Burgos-BH                     | Spanje    |
| Cannondale Pro Cycling Team | Caja Rural-Seguros RGA     | D'Amico-Bottecchia            |           |
| Etixx-Quick Step            | CCC Sprandi Polkowice      | Euskadi Basque Country–Murias |           |
| IAM Cycling                 | Cofidis, Solutions Crédits | GM Europa Ovini               |           |
| Movistar Team               | Gazprom-RusVelo            | Kinan Cycling Team            |           |
| Team Katjoesja              | Roompot-Oranje Peloton     | Lokosphinx                    |           |
| Team LottoNL-Jumbo          | Southeast-Venezuela        | Tusnad Cycling Team           |           |
| Team Sky                    | Roth                       |                               |           |
|                             | Wanty-Groupe Gobert        |                               |           |

## Etappe-overzicht
| etappe | datum      | start                 | finish          | type                | afstand  | winnaar           | klassementsleider |
| ------ | ---------- | --------------------- | --------------- | ------------------- | -------- | ----------------- | ----------------- |
| 1e     | 3 februari | Benicasim             | Oropesa del Mar | Individuele tijdrit | 16,3 km  | Wout Poels        | Wout Poels        |
| 2e     | 4 februari | Castellón de la Plana | Fredes          | Heuvelrit           | 163,3 km | Daniel Martin     | Wout Poels        |
| 3e     | 5 februari | Sagunto               | Alzira          | Vlakke rit          | 173,5 km | Dylan Groenewegen | Wout Poels        |
| 4e     | 6 februari | Orihuela              | Xorret del Catí | Bergrit             | 141,3 km | Wout Poels        | Wout Poels        |
| 5e     | 7 februari | Valencia              | Valencia        | Vlakke rit          | 120,6 km | Stijn Vandenbergh | Wout Poels        |

## Etappe-uitslagen

### 1e etappe
| Benicasim - Oropesa del Mar (16,3 km) |                    |                    |        |
| Plaats                                | Naam               | Ploeg              | Tijd   |
| Winnaar                               | Wout Poels         | Team Sky           | 22'34" |
| 2                                     | Luis León Sánchez  | Astana Pro Team    | + 15"  |
| 3                                     | Vasil Kiryjenka    | Team Sky           | + 21"  |
| 4                                     | Diego Rosa         | Astana Pro Team    | + 22"  |
| 5                                     | Jesús Herrada      | Movistar Team      | + 26"  |
| 6                                     | Victor Campenaerts | Team LottoNL-Jumbo | + 27"  |
| 7                                     | Bob Jungels        | Etixx-Quick Step   | z.t.   |
| 8                                     | Leopold König      | Team Sky           | + 29"  |
| 9                                     | Reto Hollenstein   | IAM Cycling        | + 30"  |
| 10                                    | Imanol Erviti      | Movistar Team      | z.t.   |

| Algemeen klassement |                    |                    |        |
| Plaats              | Naam               | Ploeg              | Tijd   |
| Gele trui           | Wout Poels         | Team Sky           | 22'34" |
| 2                   | Luis León Sánchez  | Astana Pro Team    | + 15"  |
| 3                   | Vasil Kiryjenka    | Team Sky           | + 21"  |
| 4                   | Diego Rosa         | Astana Pro Team    | + 22"  |
| 5                   | Jesús Herrada      | Movistar Team      | + 26"  |
| 6                   | Victor Campenaerts | Team LottoNL-Jumbo | + 27"  |
| 7                   | Bob Jungels        | Etixx-Quick Step   | z.t.   |
| 8                   | Leopold König      | Team Sky           | + 29"  |
| 9                   | Reto Hollenstein   | IAM Cycling        | + 30"  |
| 10                  | Imanol Erviti      | Movistar Team      | z.t.   |

### 2e etappe
| Castellón de la Plana - Fredes (163,3 km) |                       |                             |          |
| Plaats                                    | Naam                  | Ploeg                       | Tijd     |
| Winnaar                                   | Daniel Martin         | Etixx-Quick Step            | 4u10'06" |
| 2                                         | Jesús Herrada         | Movistar Team               | + 2"     |
| 3                                         | Wout Poels            | Team Sky                    | z.t.     |
| 4                                         | Beñat Intxausti       | Team Sky                    | z.t.     |
| 5                                         | Tom-Jelte Slagter     | Cannondale Pro Cycling Team | z.t.     |
| 6                                         | Jon Izagirre Insausti | Movistar Team               | z.t.     |
| 7                                         | Luis León Sánchez     | Astana Pro Team             | z.t.     |
| 8                                         | Eduard Prades         | Caja Rural-Seguros RGA      | z.t.     |
| 9                                         | Dayer Quintana        | Movistar Team               | z.t.     |
| 10                                        | Davide Formolo        | Cannondale Pro Cycling Team | z.t.     |
|                                           |                       |                             |          |
| 40                                        | Victor Campenaerts    | Team LottoNL-Jumbo          | + 27"    |

| Algemeen klassement |                       |                    |          |
| Plaats              | Naam                  | Ploeg              | Tijd     |
| Gele trui           | Wout Poels            | Team Sky           | 4u32'42" |
| 2                   | Luis León Sánchez     | Astana Pro Team    | + 15"    |
| 3                   | Diego Rosa            | Astana Pro Team    | + 22"    |
| 4                   | Jesús Herrada         | Movistar Team      | + 26"    |
| 5                   | Bob Jungels           | Etixx-Quick Step   | + 27"    |
| 6                   | Javier Moreno         | Team Movistar      | + 32"    |
| 7                   | Beñat Intxausti       | Team Sky           | + 33"    |
| 8                   | Jon Izagirre Insausti | Movistar Team      | + 38"    |
| 9                   | Leopold König         | Team Sky           | + 39"    |
| 10                  | Stef Clement          | IAM Cycling        | + 45"    |
|                     |                       |                    |          |
| 12                  | Victor Campenaerts    | Team LottoNL-Jumbo | + 52"    |

### 3e etappe
| Sagunto - Alzira (173,5 km) |                     |                        |          |
| Plaats                      | Naam                | Ploeg                  | Tijd     |
| Winnaar                     | Dylan Groenewegen   | Team LottoNL-Jumbo     | 4u04'12" |
| 2                           | Nacer Bouhanni      | Cofidis                | z.t.     |
| 3                           | Aleksandr Porsev    | Team Katjoesja         | z.t.     |
| 4                           | Tom Boonen          | Etixx-Quick Step       | z.t.     |
| 5                           | Raymond Kreder      | Roompot-Oranje Peloton | z.t.     |
| 6                           | Jonas Van Genechten | IAM Cycling            | z.t.     |
| 7                           | Albert Torres       | Nationaal Team Spanje  | z.t.     |
| 8                           | Nicola Ruffoni      | Bardiani CSF           | z.t.     |
| 9                           | Filippo Fortin      | GM Europa Ovini        | z.t.     |
| 10                          | Giorgio Bocchiola   | D'Amico-Bottecchia     | z.t.     |

| Algemeen klassement |                       |                    |          |
| Plaats              | Naam                  | Ploeg              | Tijd     |
| Gele trui           | Wout Poels            | Team Sky           | 4u32'42" |
| 2                   | Luis León Sánchez     | Astana Pro Team    | + 15"    |
| 3                   | Diego Rosa            | Astana Pro Team    | + 22"    |
| 4                   | Jesús Herrada         | Movistar Team      | + 26"    |
| 5                   | Bob Jungels           | Etixx-Quick Step   | + 27"    |
| 6                   | Javier Moreno         | Movistar Team      | + 32"    |
| 7                   | Beñat Intxausti       | Team Sky           | + 33"    |
| 8                   | Jon Izagirre Insausti | Movistar Team      | + 38"    |
| 9                   | Leopold König         | Team Sky           | + 39"    |
| 10                  | Stef Clement          | IAM Cycling        | + 45"    |
|                     |                       |                    |          |
| 12                  | Victor Campenaerts    | Team LottoNL-Jumbo | + 52"    |

### 4e etappe
| Orihuela - Xorret del Catí (141,3 km) |                       |                             |          |
| Plaats                                | Naam                  | Ploeg                       | Tijd     |
| Winnaar                               | Wout Poels            | Team Sky                    | 3u26'32" |
| 2                                     | Beñat Intxausti       | Team Sky                    | + 23"    |
| 3                                     | Jon Izagirre Insausti | Movistar Team               | z.t.     |
| 4                                     | Fabio Aru             | Astana Pro Team             | + 25"    |
| 5                                     | Daniel Navarro        | Cofidis                     | z.t.     |
| 6                                     | Luis León Sánchez     | Astana Pro Team             | + 31"    |
| 7                                     | Davide Formolo        | Cannondale Pro Cycling Team | + 38"    |
| 8                                     | Sergej Firsanov       | Gazprom-RusVelo             | z.t.     |
| 9                                     | Tom-Jelte Slagter     | Cannondale Pro Cycling Team | z.t.     |
| 10                                    | Javier Moreno         | Movistar Team               | z.t.     |
|                                       |                       |                             |          |
| 42                                    | Victor Campenaerts    | Team LottoNL-Jumbo          | + 1'54"  |

| Algemeen klassement |                       |                    |           |
| Plaats              | Naam                  | Ploeg              | Tijd      |
| Gele trui           | Wout Poels            | Team Sky           | 12u03'26" |
| 2                   | Luis León Sánchez     | Astana Pro Team    | + 46"     |
| 3                   | Beñat Intxausti       | Team Sky           | + 56"     |
| 4                   | Jon Izagirre Insausti | Movistar Team      | + 1'01"   |
| 5                   | Javier Moreno         | Movistar Team      | + 1'10"   |
| 6                   | Fabio Aru             | Astana Pro Team    | + 1'26"   |
| 7                   | Diego Rosa            | Astana Pro Team    | + 1'27"   |
| 8                   | Jesús Herrada         | Movistar Team      | + 1'31"   |
| 9                   | Daniel Navarro        | Cofidis            | + 1'34"   |
| 10                  | Leopold König         | Team Sky           | + 1'50"   |
|                     |                       |                    |           |
| 21                  | Victor Campenaerts    | Team LottoNL-Jumbo | + 2'46"   |

### 5e etappe
| Valencia - Valencia (120,6 km) |                     |                             |          |
| Plaats                         | Naam                | Ploeg                       | Tijd     |
| Winnaar                        | Stijn Vandenbergh   | Etixx-Quick Step            | 2u12'25" |
| 2                              | Dylan Groenewegen   | Team LottoNL-Jumbo          | z.t.     |
| 3                              | Raymond Kreder      | Roompot-Oranje Peloton      | z.t.     |
| 4                              | Nacer Bouhanni      | Cofidis                     | z.t.     |
| 5                              | Jonas Van Genechten | IAM Cycling                 | z.t.     |
| 6                              | Aleksandr Porsev    | Team Katjoesja              | z.t.     |
| 7                              | Sonny Colbrelli     | Bardiani CSF                | z.t.     |
| 8                              | Matti Breschel      | Cannondale Pro Cycling Team | z.t.     |
| 9                              | Nicola Ruffoni      | Bardiani CSF                | z.t.     |
| 10                             | Eduard Prades       | Caja Rural-Seguros RGA      | z.t.     |

## Eindklassementen
| Plaats    | Naam                  | Ploeg                       | Tijd      |
| --------- | --------------------- | --------------------------- | --------- |
| Gele trui | Wout Poels            | Team Sky                    | 14u15'51" |
| 2         | Luis León Sánchez     | Astana Pro Team             | + 46"     |
| 3         | Beñat Intxausti       | Team Sky                    | + 56"     |
| 4         | Jon Izagirre Insausti | Movistar Team               | + 1'01"   |
| 5         | Javier Moreno         | Movistar Team               | + 1'10"   |
| 6         | Fabio Aru             | Astana Pro Team             | + 1'26"   |
| 7         | Diego Rosa            | Astana Pro Team             | + 1'27"   |
| 8         | Jesús Herrada         | Movistar Team               | + 1'31"   |
| 9         | Daniel Navarro        | Cofidis                     | + 1'34"   |
| 10        | Leopold König         | Team Sky                    | + 1'50"   |
| 11        | Davide Formolo        | Cannondale Pro Cycling Team | + 1'56"   |
| 12        | Bob Jungels           | Etixx-Quick Step            | + 1'58"   |
| 13        | Daniel Martin         | Etixx-Quick Step            | + 2'00"   |
| 14        | Reto Hollenstein      | IAM Cycling                 | + 2'02"   |
| 15        | Tom-Jelte Slagter     | Cannondale Pro Cycling Team | z.t.      |
| 16        | Sergej Firsanov       | Gazprom-RusVelo             | + 2'03"   |
| 17        | Eduard Prades         | Caja Rural-Seguros RGA      | + 2'13"   |
| 18        | Dario Cataldo         | Astana Pro Team             | + 2'16"   |
| 19        | David Lopez Garcia    | Team Sky                    | + 2'17"   |
| 20        | Víctor de la Parte    | CCC Sprandi Polkowice       | + 2'40"   |
|           |                       |                             |           |
| 37        | Stijn Vandenbergh     | Etixx-Quick Step            | + 4'35"   |

| Plaats      | Naam              | Ploeg              | Punten |
| ----------- | ----------------- | ------------------ | ------ |
| Groene trui | Wout Poels        | Team Sky           | 68     |
| 2           | Dylan Groenewegen | Team LottoNL-Jumbo | 45     |
| 3           | Luis León Sánchez | Astana Pro Team    | 39     |
|             |                   |                    |        |
| 11          | Stijn Vandenbergh | Etixx-Quick Step   | 25     |

| Plaats        | Naam           | Ploeg                         | Punten |
| ------------- | -------------- | ----------------------------- | ------ |
| Bolletjestrui | Wout Poels     | Team Sky                      | 19     |
| 2             | Aitor Gonzalez | Euskadi Basque Country–Murias | 12     |
| 3             | Daniel Martin  | Etixx-Quick Step              | 10     |

| Plaats     | Naam            | Ploeg         | Punten |
| ---------- | --------------- | ------------- | ------ |
| Witte trui | Wout Poels      | Team Sky      | 3      |
| 2          | Beñat Intxausti | Team Sky      | 11     |
| 3          | Jesús Herrada   | Movistar Team | 18     |

| Plaats | Ploeg                  | Tijd      |
| ------ | ---------------------- | --------- |
|        | Team Sky               | 42u50'47" |
| 2      | Astana Pro Team        | + 59"     |
| 3      | Movistar Team          | + 1'00"   |
|        |                        |           |
| 4      | Etixx-Quick Step       | + 3'16"   |
| 10     | Roompot-Oranje Peloton | + 9'26"   |

## Klassementenverloop
| Etappe       | Winnaar           | Algemeen klassement · | Puntenklassement · | Bergklassement · | Combinatieklassement · | Ploegenklassement · |
| ------------ | ----------------- | --------------------- | ------------------ | ---------------- | ---------------------- | ------------------- |
| 1            | Wout Poels        | Wout Poels            | Wout Poels         | Wout Poels       | Wout Poels             | Team Sky            |
| 2            | Daniel Martin     | Wout Poels            | Wout Poels         | Daniel Martin    | Wout Poels             | Team Sky            |
| 3            | Dylan Groenewegen | Wout Poels            | Wout Poels         | Daniel Martin    | Wout Poels             | Team Sky            |
| 4            | Wout Poels        | Wout Poels            | Wout Poels         | Wout Poels       | Wout Poels             | Team Sky            |
| 5            | Stijn Vandenbergh | Wout Poels            | Wout Poels         | Wout Poels       | Wout Poels             | Team Sky            |
| 0Eindstanden | 0Eindstanden      | Wout Poels            | Wout Poels         | Wout Poels       | Wout Poels             | Team Sky            |

Etappewedstrijden

 Ster van Bessèges · 
 Ronde van Valencia · 
 La Méditerranéenne · 
 Ronde van de Algarve · 
 Ruta del Sol · 
 Ronde van de Haut-Var · 
 Ronde van de Provence · 
 Driedaagse van West-Vlaanderen · 
 Internationale Wielerweek · 
 Internationaal Wegcriterium · 
 Driedaagse van De Panne-Koksijde · 
 Ronde van de Sarthe · 
 Ronde van Castilië en León · 
 Ronde van Trentino · 
 Ronde van Kroatië · 
 Ronde van Turkije · 
 Ronde van Yorkshire · 
 Ronde van Asturië · 
 Ronde van Azerbeidzjan · 
 Vierdaagse van Duinkerke · 
 Ronde van Madrid · 
 Ronde van Picardië · 
 Ronde van Cova da Beira · 
 Ronde van Noorwegen · 
 World Ports Classic · 
 Ronde van België · 
 Ronde van Estland · 
 Ronde van Luxemburg · 
 Boucles de la Mayenne · 
 Ster ZLM Toer · 
 Ronde van Slovenië · 
 Ronde van Oostenrijk · 
 Sibiu Cycling Tour · 
 Ronde van Rhône Alpes-Valromey · 
 Ronde van Wallonië · 
 Ronde van Denemarken · 
 Ronde van Portugal · 
 Ronde van Burgos · 
 Ronde van Gévaudan Languedoc-Roussillon · 
 Ronde van de Ain · 
 Ronde van Tsjechië · 
 Arctic Race of Norway · 
 Ronde van de Limousin · 
 Ronde van Poitou-Charentes · 
 Tour des Fjords · 
 Ronde van Groot-Brittannië · 
 Ronde van Toscane · 
 Eurométropole Tour
Eendaagse wedstrijden

 Trofeo Felanitx-Ses Salines-Campos-Porreres · 
 Trofeo Pollença-Port de Andratx · 
 Trofeo Serra de Tramuntana · 
 Trofeo Playa de Palma-Palma · 
 GP La Marseillaise · 
 Grote Prijs van de Etruskische Kust · 
 Ronde van Murcia · 
 Clásica de Almería · 
 Trofeo Laigueglia · 
 Omloop Het Nieuwsblad · 
 Classic Sud Ardèche · 
 GP Lugano · 
 Kuurne-Brussel-Kuurne · 
 La Drôme Classic · 
 Le Samyn · 
 Strade Bianche · 
 GP Industria & Artigianato · 
 Ronde van Drenthe · 
 Nokere Koerse · 
 GP Nobili Rubinetterie · 
 Handzame Classic · 
 Classic Loire-Atlantique · 
 Grote Prijs van Cholet-Pays de Loire · 
 Dwars door Vlaanderen · 
 Route Adélie de Vitré · 
 Grote Prijs Miguel Indurain · 
 Volta Limburg Classic · 
 Ronde van La Rioja · 
 Parijs-Camembert · 
 Scheldeprijs · 
 Klasika Primavera · 
 Brabantse Pijl · 
 GP Denain · 
 Ronde van de Finistère · 
 Ronde van de Apennijnen · 
 Tro-Bro Léon · 
 La Roue Tourangelle · 
 Rund um den Finanzplatz Eschborn-Frankfurt · 
 Velothon Wales · 
 Grote Prijs van de Somme · 
 Grote Prijs van Plumelec · 
 Boucles de l'Aulne  · 
 Velothon Berlin · 
 GP Kanton Aargau · 
 Ronde van Keulen · 
 Ronde van Limburg · 
 Velothon Copenhagen · 
 Halle-Ingooigem · 
 GP Cerami · 
 Velothon Stuttgart · 
 Prueba Villafranca de Ordizia · 
 Rad am Ring · 
 Circuito de Getxo · 
 RideLondon Classic · 
 Polynormande · 
 Dwars door het Hageland · 
 Arnhem-Veenendaal Classic · 
 GP Jef Scherens · 
 GP Stad Zottegem · 
 Druivenkoers Overijse · 
 Schaal Sels · 
 Brussels Cycling Classic · 
 GP Fourmies · 
 Velothon Stockholm · 
 Ronde van de Doubs · 
 GP van Wallonië · 
 Coppa Bernocchi · 
 Coppa Agostoni · 
 Kampioenschap van Vlaanderen · 
 Grote Prijs Impanis-Van Petegem · 
 Memorial Marco Pantani · 
 GP van Isbergues · 
 GP Industria & Commercio di Prato · 
 Coppa Sabatini · 
 Ronde van Emilia · 
 Duo Normand · 
 GP Beghelli · 
 Ronde van de Drie Valleien · 
 Milaan-Turijn · 
 Ronde van Piemonte · 
 Ronde van de Vendée · 
 Ronde van het Münsterland · 
 Binche-Chimay-Binche · 
 Parijs-Bourges · 
 Parijs-Tours · 
 Nationale Sluitingsprijs
Mannen: 1929 · 1930 · 1931 · 1932 · 1933 · 1934-1939 · 1940 · 1941 · 1942 · 1943 · 1944 · 1945-1946 · 1947 · 1948 · 1949 · 1950-1953 · 1954 · 1955 · 1956 · 1957 · 1958 · 1959 · 1960 · 1961 · 1962 · 1963 · 1964 · 1965 · 1966 · 1967 · 1968 · 1969 · 1970 · 1971 · 1972 · 1973 · 1974 · 1975 · 1976 · 1977 · 1978 · 1979 · 1980 · 1981 · 1982 · 1983 · 1984 · 1985 · 1986 · 1987 · 1988 · 1989 · 1990 · 1991 · 1992 · 1993 · 1994 · 1995 · 1996 · 1997 · 1998 · 1999 · 2000 · 2001 · 2002 · 2003 · 2004 · 2005 · 2006 · 2007 · 2008 · 2009-2015 · 2016 · 2017 · 2018 · 2019 · 2020 · 2021 · 2022 · 2023 · 2024 · 2025
Vrouwen: 2019 · 2020 · 2021 · 2022 · 2023 · 2024 · 2025